# VK 3002 (DB)
VK 3002 (DB) – niemiecki prototyp czołgu średniego. VK 3002 (DB) został opracowany w zakładach Daimler-Benz na konkurs mający wyłonić następcę czołgu PzKpfw IV. Pojazd firmy Daimler-Benz był wzorowany na sowieckim czołgu T-34, podobna była sylwetka i układ konstrukcyjny czołgu. VK 3002 (DB) nie był produkowany seryjnie, ponieważ po testach poligonowych za lepszy uznano konkurencyjną konstrukcję zakładów MAN, czołg VK 3002 (MAN), który po przyjęciu do uzbrojenia otrzymał nazwę PzKpfw V Panther.